# Anthomyia arizonica
Anthomyia arizonica este o specie de muște din genul Anthomyia, familia Anthomyiidae, descrisă de Griffiths în anul 2001.
Este endemică în Arizona. Conform Catalogue of Life specia Anthomyia arizonica nu are subspecii cunoscute.